# Эбрёй
Эбрёй (фр. Ébreuil) — коммуна во Франции, находится в регионе Овернь. Департамент коммуны — Алье. Административный центр кантона Эбрёй. Округ коммуны — Монлюсон.
Код INSEE коммуны — 03107.

## Население
Население коммуны на 2008 год составляло 1270 человек.
| 1882 | 1962 | 1968 | 1975 | 1982 | 1990 | 1999 | 2008 |
| ---- | ---- | ---- | ---- | ---- | ---- | ---- | ---- |
| 2371 | 1333 | 1347 | 1311 | 1222 | 1148 | 1230 | 1270 |

## Экономика
В карьере добывается известняк.
В 2007 году среди 703 человек в трудоспособном возрасте (15—64 лет) 457 были экономически активными, 246 — неактивными (показатель активности — 65,0 %, в 1999 году было 61,4 %). Из 457 активных работали 427 человек (228 мужчин и 199 женщин), безработных было 30 (10 мужчин и 20 женщин). Среди 246 неактивных 53 человека были учениками или студентами, 76 — пенсионерами, 117 были неактивными по другим причинам.

## Достопримечательности
- Церковь Сен-Леже (XI век). Исторический памятник с 18 апреля 1914 года.
- Бывшая церковь Нотр-Дам. В 1958 году была разрушена, чтобы освободить место для строительства нового здания, где в 1966 году разместилась почта.
- Часовня Сент-Фуа, построенная до 990 года.
- Замок Шателар (XIV—XVI века). Исторический памятник с 8 марта 1982 года.
- Замок Ла-Грав (XVI—XVIII века).
- Музей кузнечного дела.

## Фотогалерея

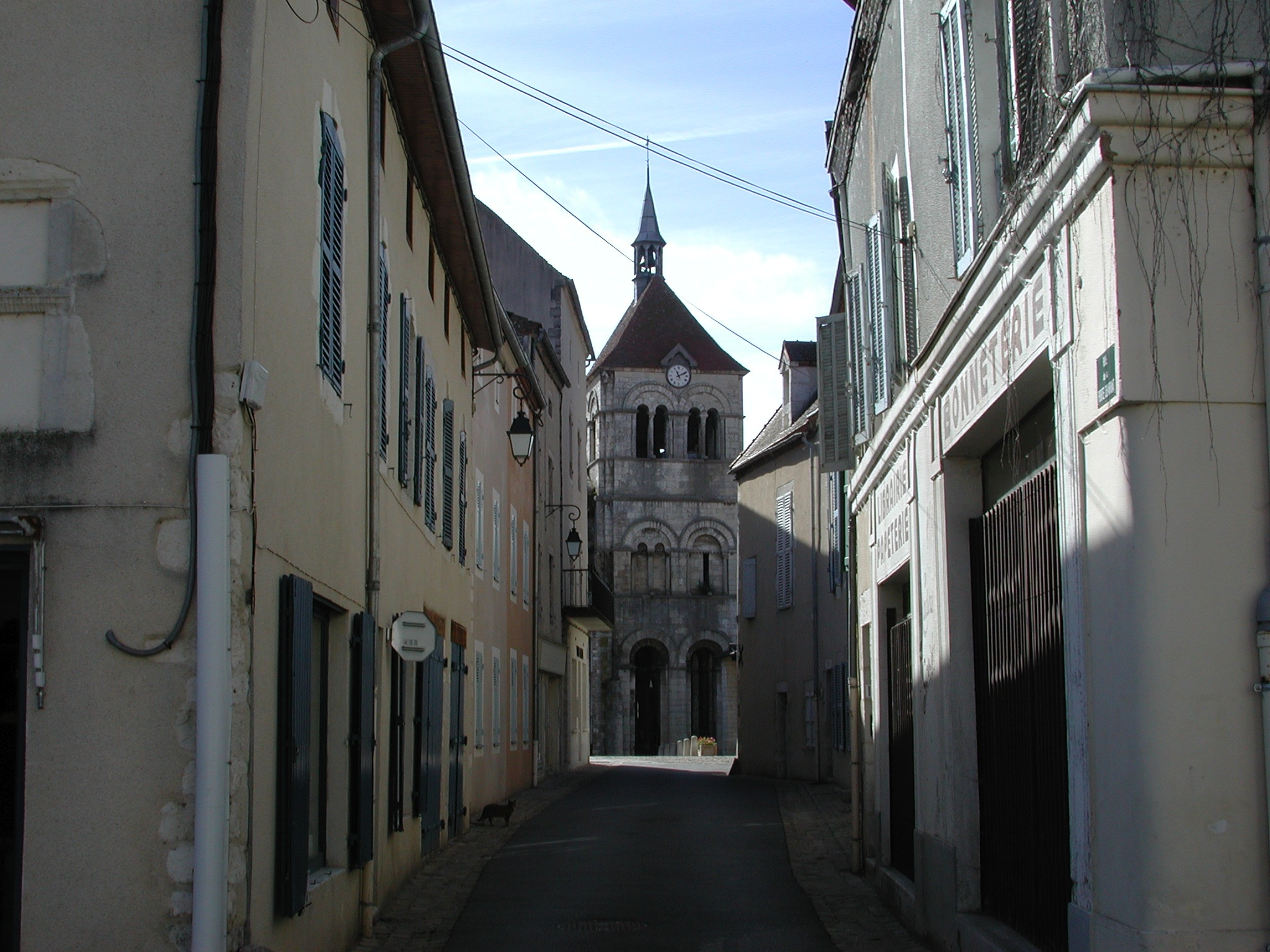
Колокольня церкви Сен-Леже
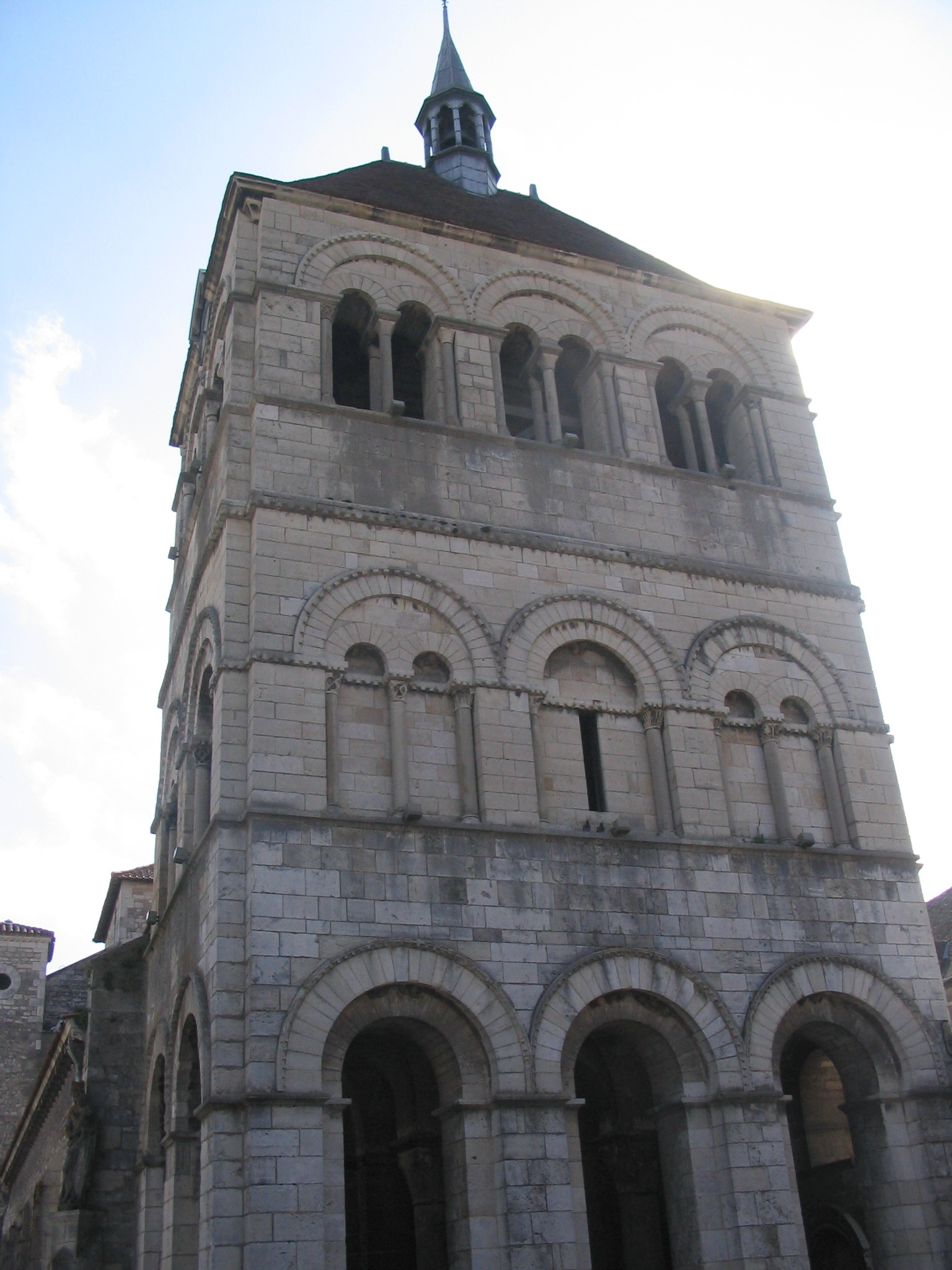
Церковь Сен-Леже
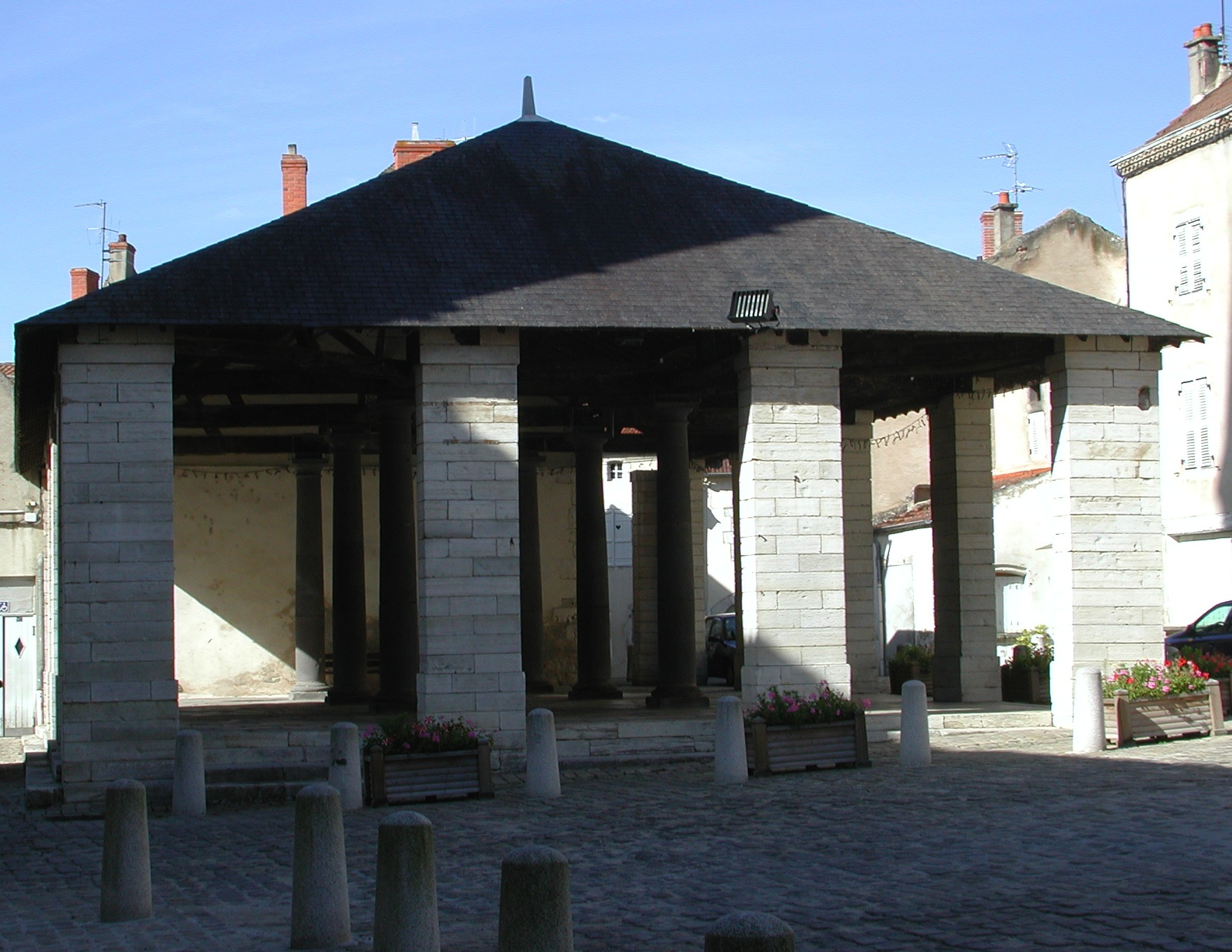
Крытый рынок
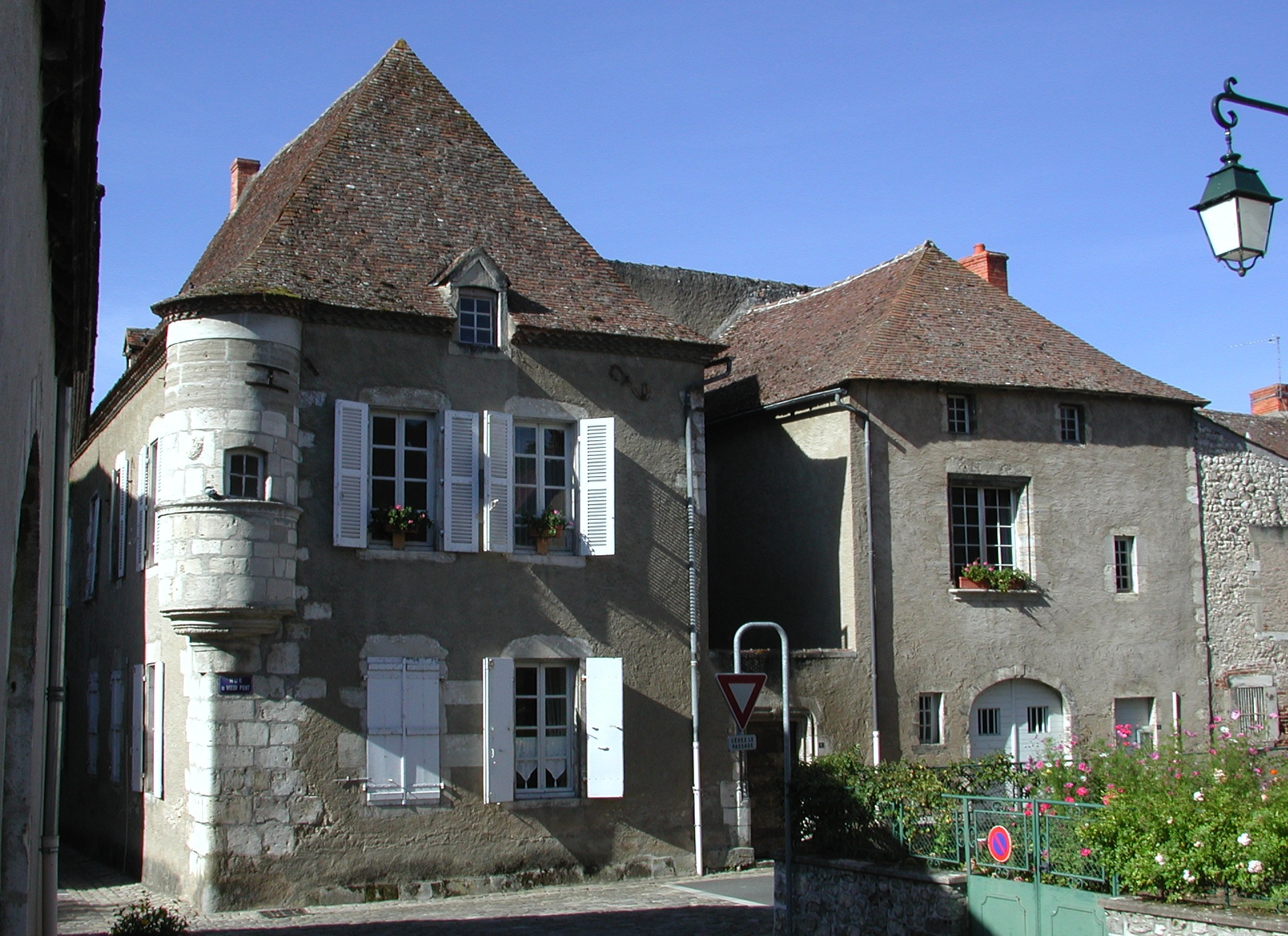
Дом XV века